# Gothic (gra komputerowa)
Gothic – pierwsza część fabularnej gry akcji z serii Gothic wyprodukowana przez firmę Piranha Bytes i wydana przez Egmont Interactive w 2001 roku. Polskie wydanie oraz lokalizację (wraz z dubbingiem) zrealizowała firma CD Projekt.
Pozytywny odbiór gry przyczynił się do rozwoju serii obejmującej także gry: Gothic II z dodatkiem Gothic II: Noc Kruka, Gothic 3 z dodatkiem Gothic 3: Zmierzch bogów oraz Arcania z samodzielnym dodatkiem Arcania: Upadek Setarrif.

## Fabuła

### Tło
Akcja gry rozgrywa się w fikcyjnej krainie fantasy, w której toczy się wojna pomiędzy ludzkim królestwem Myrtany a orkami. Uzbrojenie królewskich żołnierzy wytwarzane jest z surowca zwanego magiczną rudą. Celem zapewnienia dostaw rudy król Rhobar II decyduje o utworzeniu kolonii karnej w Górniczej Dolinie na wyspie Khorinis, gdzie pilnowani przez strażników skazańcy wydobywają rudę. Zsyła się do niej wszystkich więźniów królestwa niezależnie od popełnionego czynu. Aby uniemożliwić ucieczkę z doliny król wzywa dwunastu magów, by otoczyli oni kolonię magiczną barierą uniemożliwiającą więźniom ucieczkę, lecz pozwalającą na wtrącanie do niej nowych skazańców. W trakcie tworzenia bariera wymyka się spod kontroli więżąc i skazańców, i strażników, i magów. Skutkiem tego wydarzenia jest bunt osadzonych po którym przejmują oni kontrolę nad kopalniami rudy oraz zmuszają króla do prowadzenia wymiany handlowej – w zamian za rudę więźniowie otrzymują zamawiane przez siebie dobra. W czasie, w którym rozgrywa się gra uwięzieni w kolonii karnej są podzieleni na trzy frakcje – każda z siedzibą w jednym z obozów znajdujących się na terytorium kolonii. Magowie podzieleni są na krąg ognia – z siedzibą w Starym Obozie – i krąg wody – przebywający w Nowym Obozie.

### Streszczenie
Bohater gry to więzień o nieznanym imieniu, wtrącony do kolonii karnej za nieznane graczowi przestępstwo. Jednym z jego początkowych zadań jest staranie się o przynależność do jednego z obozów. W tym celu Bezimienny musi wykonywać zadania zlecane mu przez ważne osobistości w wybranym obozie.
Po przystąpieniu do którejkolwiek frakcji bohater otrzymuje od jej władz polecenie pomocy jednemu z obozów – Bractwu Śniącego – w przygotowaniach rytuału nawiązania kontaktu z czczonym przez członków obozu bóstwem – Śniącym. Wyznawcy Śniącego wierzą, że gdy dojdzie do przebudzenia ich śpiącego boga, pomoże im on wydostać się z kolonii karnej. Skazaniec otrzymuje prawo do audiencji u przywódcy Bractwa – Y'Beriona. Każe on odnaleźć bohaterowi kamień ogniskujący – artefakt, który był wykorzystywany w procesie tworzenia magicznej bariery. Po odnalezieniu kamienia alchemik Bractwa imieniem Cor Kalom informuje Bezimiennego, że do przygotowania rytuału potrzebna jest mu wydzielina żyjących w Starej Kopalni groźnych stworzeń zwanych pełzaczami. W tym celu Bractwo regularnie wysyła do kopalni strażników świątynnych, którzy przynoszą Cor Kalomowi wnętrzności zabitych stworzeń. Cor Kalom uważa jednak, że musi istnieć efektywniejsze źródło wydzieliny niż wnętrzności pełzaczy i wysyła bohatera na wyprawę celem znalezienia go. Bohater udaje się do kopalni, gdzie odkrywa lokalizację gniazda stworzeń. Dostaje się do niego, pokonuje ich królową i zabiera jaja pełzaczy do Cor Kaloma. Ostatnią rzeczą potrzebną do przeprowadzenia rytuału jest księga zwana Almanachem – zawiera ona instrukcje wykorzystywania kamienia ogniskującego. Bezimienny znajduje ją w jaskini będącą kryjówką wrogo nastawionych czarnych goblinów.
Uczestnikom rytuału – łącznie z bohaterem – objawia się wizja ruin, w których rezydują orkowie. Tuż po zakończeniu wizji przewodzący ceremonii Y'Berion traci przytomność. Bezimienny zostaje wysłany na pomoc ekspedycji wysłanej w celu zbadania leżącego w pobliżu obozu Bractwa cmentarzyska orków. Na miejscu okazuje się, że ekspedycja zawiodła, a cmentarzysko nie zawiera żadnej wskazówki co do dalszych działań. Bohater wraca do obozu. Wkrótce potem Y'Berion umiera. Tuż przed śmiercią ostrzega przed dalszymi próbami budzenia Śniącego i upatruje nadziei na wolność w planie magów wody z Nowego Obozu. Plan ów polega na detonacji wielkiego kopca magicznej rudy. Na polecenie arcymaga wody imieniem Saturas Bezimienny odnajduje pozostałe kamienie ogniskujące i zostaje wysłany z misją przekonania magów ognia ze Starego Obozu do podjęcia próby zniszczenia bariery.
W międzyczasie dochodzi do podmycia Starej Kopalni przez podziemny zbiornik wodny. Kopalnia ta była źródłem przychodów dla Starego Obozu. Przywódca rządzących obozem magnatów imieniem Gomez rozkazuje przejąć zbrojnie należącą do Nowego Obozu Wolną Kopalnię. Mieszkający w Starym Obozie magowie ognia sprzeciwili się planom władz obozu i zostali wymordowani z rozkazu magnatów. Aby uniknąć odwetu ze strony Nowego Obozu, Gomez nakazuje strażnikom zamknięcie bram oraz atakowanie każdego, kto się do nich zbliża. Jeśli Bezimienny podjął decyzję o zostaniu członkiem Starego Obozu to zostanie z niego usunięty. W wyniku braku możliwości skorzystania z pomocy magów ognia Saturas informuje bohatera o trzynastym magu uczestniczącym w procesie tworzenia bariery – Xardasie – i każe go odnaleźć. Xardas to nekromanta, który mieszka samotnie w wieży na środku terytorium zajętego przez orków. Po odnalezieniu go bohater dowiaduje się, że ma on własny pomysł na zniszczenie bariery i że plan magów wody jest nieskuteczny. Zleca on Bezimiennemu odnalezienie zbuntowanego orkowego szamana imieniem Ur-Shak, ochronienie go przed tropiącymi go pobratymcami oraz przesłuchanie go. Ur-Shak informuje nas, że Śniący jest demonem przywołanym przed wiekami przez orkowych szamanów z innego wymiaru. Sam zaś Śniący przebywa na dnie skomplikowanego podziemnego kompleksu jaskiń i korytarzy zwanego Świątynią Śniącego. Wejście do świątyni znajduje się w Mieście Orków znajdującym się na terytorium tej rasy. Aby bezpiecznie poruszać się po terytorium orków i dotrzeć do ich miasta bohater potrzebuje amuletu o nazwie Ulu-Mulu. Pomóc w jego wykonaniu ma Bezimiennemu przyjaciel Ur-Shaka pochwycony przez ludzi jako niewolnik i zmuszony do pracy w Wolnej Kopalni. Zdaniem Xardasa magia Śniącego wpłynęła na proces powstawania bariery i jedynym sposobem na zniszczenie jej jest wygnanie demona. Następnie, bohater wraz z najemnikiem Gornem z Nowego Obozu ruszają na odsiecz Wolnej Kopalni i odzyskują ją z rąk strażników Gomeza. Orkowy niewolnik pomaga Bezimiennemu wykonać amulet.
Po dotarciu do Miasta Orków bohater odnajduje wejście do Świątyni Śniącego i dostaje się do środka. Po drodze pokonuje orkowych szamanów-ożywieńców i zbiera ich oręż, który służy jako klucze do bram broniących dostępu do Śniącego. Ponadto Bezimienny odkrywa dodatkowy starożytny miecz o nazwie Uriziel pilnowany przez jednego z szamanów. Ten jednak jest bezużyteczny. Ostatni napotkany szaman okazuje się niewrażliwy na jakąkolwiek broń lub zaklęcie. Bohater wydostaje się ze świątyni i wraca do wieży Xardasa. Nekromanta opowiada mu historię znalezionego miecza. Zgodnie z sugestią nekromanty bohater wraz z jedynym ocalałym z rzezi magiem ognia wykorzystują kopiec magicznej rudy zgromadzony w Nowym Obozie do naprawy oręża. Bezimienny ściąga na siebie w ten sposób gniew magów wody.
Po ucieczce z Nowego Obozu bohater wraca do Świątyni Śniącego, pokonuje ostatniego szamana i dociera do leża demona. Na miejscu staje naprzeciw obudzonego Śniącego. Używając mieczy orkowych szamanów Bezimienny otwiera portal prowadzący do wymiaru, z którego przybył Śniący. Gra kończy się po tym, jak za pomocą Uriziela Bezimienny wtrąca przeciwnika do innego świata.

## Rozgrywka

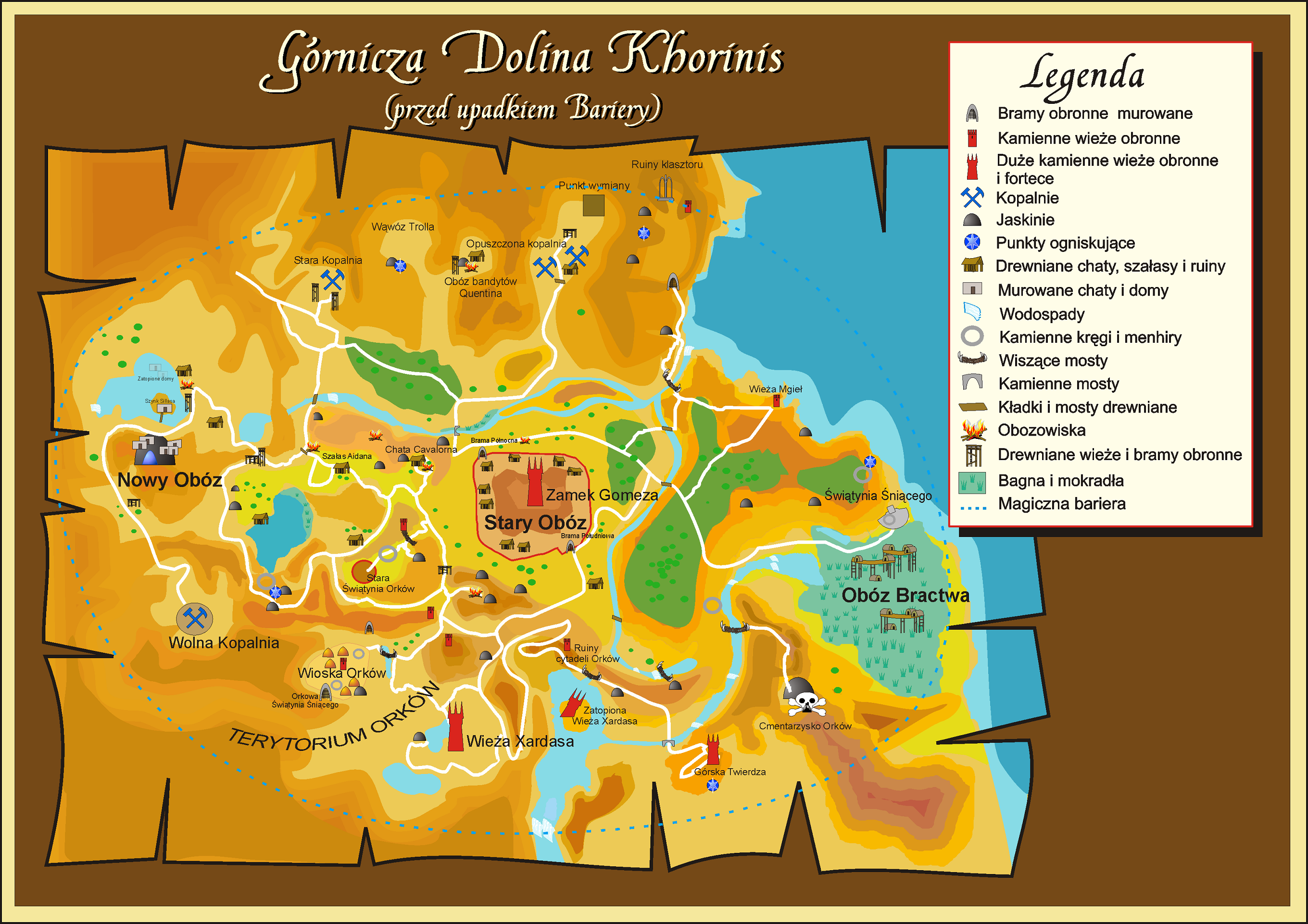
Mapa przedstawiająca kolonię górniczą (Górniczą Dolinę)

Akcja Gothica została przedstawiona z perspektywy trzeciej osoby, a świat gry jest otwarty. Obszar jest ograniczony uzasadnioną fabularnie magiczną barierą – gracz odnosi obrażenia podczas próby przejścia na drugą stronę.

### Rozwój postaci
Zdolności bohatera są opisane za pomocą czterech współczynników: siły, zręczności, many i punktów życia. Postać bohatera może być rozwijana poprzez zdobywanie punktów doświadczenia, co skutkuje zwiększaniem poziomu doświadczenia. Za każdy poziom Bezimienny uzyskuje 10 punktów umiejętności oraz zwiększa się ilość jego punktów życia. Punkty umiejętności można spożytkować na naukę wybranej przez siebie umiejętności, bądź na podniesienie poziomu współczynników. W tym celu należy odnaleźć bohatera niezależnego pełniącego rolę nauczyciela. Poza niezależnymi nauczycielami niektórzy bohaterowie niezależni zgodzą się szkolić postać gracza pod warunkiem przynależności do określonej frakcji. Współczynniki można też zwiększyć spożywając niektóre eliksiry i pokarmy. Gracz może zdobyć takie umiejętności jak: posługiwanie się bronią jednoręczną, dwuręczną, łukami, kuszami, otwieranie zamków wytrychem, skradanie się, akrobatykę, kradzież kieszonkową oraz oprawianie zwierząt. Kolejne kręgi magii, umożliwiające dostęp do silniejszych zaklęć, bohater może opanowywać na tej samej zasadzie, co umiejętności.

### Frakcje
W początkowym etapie gry bohater musi zostać członkiem jednej z dostępnych frakcji, aby przejść do dalszego ciągu rozgrywki. Postać gracza może zostać członkiem jednego z trzech obozów. W każdym z nich przynależy do jednego z dostępnych w danym obozie stanowisk, zwanych w grze gildiami. Awans bohatera na poszczególne gildie jest hierarchiczny i w większości przypadków liniowy, a rezygnacja ze stanowiska nie jest możliwa. W zależności od obozu nazwy dostępnych gildii to: cień, a następnie strażnik lub mag ognia – w Starym Obozie; W Nowym Obozie kolejno: szkodnik, najemnik, mag wody; W Bractwie Śniącego: nowicjusz i strażnik świątynny. Wybór gildii ma wpływ na dostęp do nauczycieli, u których można podwyższać statystyki postaci, oraz decyduje o dostępnym graczowi opancerzeniu. Przynależność nie ma znaczącego wpływu na przebieg fabuły. Wybór gracza teoretycznie nie ma także wpływu na możliwą ścieżkę rozwoju postaci – jako członek każdego z obozów bohater ma dostęp do nauczycieli wszystkich rodzajów umiejętności – włączywszy w to nauczycieli niezależnych. Tym niemniej w przypadku Bractwa Śniącego możliwości rozwoju postaci maga są ograniczone.

### Sterowanie
Gra jest krytykowana za system sterowania niespotykany w innych grach tego gatunku.

### Świat gry
Gracz może przyłączyć się do jednego z trzech istniejących wewnątrz kolonii obozów: Starego Obozu, Nowego Obozu lub Bractwa Śniącego.